# Şahan Gökbakar
Şahan Gökbakar (né le 22 octobre 1980 à Izmir) est un humoriste et acteur turc.
Il a joué dans de nombreuses comédies et créé le personnage de Recep İvedik qu'il incarne dans six films.

## Filmographie
- Gen (2006)
- Recep İvedik (2008)
- Recep İvedik 2 (2009)
- Recep İvedik 3 (2010)
- Celal ile Ceren (2013)
- Recep İvedik 4 (2014)
- Osman Pazarlama (2016)
- Recep İvedik 5 (2017)
- Recep İvedik 6 (2019)
- Recep İvedik 7 (2022)